# Merrilyn Goos
Merrilyn Goos és una educadora matemàtica australiana. Des d'octubre de 2017, ha estat professora d'educació STEM i directora d'EPI* STEM a la Universitat de Limerick, Irlanda.
Des del 2012 al 2017 Goos va ser professora i directora de l'Escola d'Educació de la Universitat de Queensland, i abans d'això va ser Directora de l'Ensenyament i l'Institut per al Desenvolupament de l'Educació de la Universitat de Queensland. Ha estat ensenyant en educació matemàtica i el 2003 va rebre el Premi a l'Excel·lència a l'Ensenyament de la universitat.  

## Qualificacions
Goos té Diplomes de Mestres Associats i Llicenciats en Parla i Drama del Trinity College London, una Llicenciatura, un Diploma, un Mestratge en estudis educatius i un Ph.D. de la Universitat de Queensland, i un Diploma de Postgrau en Lectura de la Universitat de Griffith.

## Associacions professionals
Va ser presidenta del Grup de Recerca en Educació Matemàtica d'Australàsia, ex vicepresidenta de l'Associació de Mestres de Matemàtica de Queensland i ex presidenta del Comitè Assessor del Programa de Matemàtica de l'Autoritat d'Estudis de Queensland.
Al 2004 va guanyar un premi de Office for Learning and Teaching Teaching pel seu treball com a educadora de mestres de matemàtica, i el 2006 va rebre beques nacionals per investigar el lideratge en avaluació en institucions d'educació superior.